# Sthenolepis laevis
Sthenolepis laevis är en ringmaskart som först beskrevs av McIntosh 1874.  Sthenolepis laevis ingår i släktet Sthenolepis och familjen Sigalionidae. Inga underarter finns listade i Catalogue of Life.